# Michał Koziorowicz
Michał Koziorowicz (ur. 26 lipca 2004) – polski szachista, od 2021 roku – mistrz FIDE, od 2023 roku – trener szachowy oraz sędzia.